# Пітер Вулдрідж Таунсенд
Пітер Вулдрідж Таунсенд (англ. Peter Wooldridge Townsend; 1914—1995) — полковник Королівських ВПС Великої Британії. Прославився в Битві за Британію, збивши у складі ескадрильї перший німецький бомбардувальник над територією Англії. Усього збив 9 літаків особисто та 2 у складі групи.
Таунсенд народився в Рангуні, Бірма, в сім'ї лікаря, підполковника Едварда Коплстона Таунсенда індійської армії та його дружини Гледіс, дочки Х. Хатт-Кука, з Хартфорд-Холлу, графство Чешир. Його батько одружився у віці сорока двох років, і був на двадцять років старший за його наречену. Сім'я Таунсендів з Девона, як правило, посилала своїх синів на навчання до церкви або до збройних сил.
З 1928 по 1932 рік Таунсенд здобув освіту в коледжі Хейлібері, тодішній незалежній школі для хлопчиків.
У 1944 році отримав почесну посаду шталмейстера при дворі Георга VI. У повоєнні роки його ім'я в основному відоме через романтичний зв'язок з принцесою Маргарет. З огляду на це урядом було ухвалено рішення відправити Таунсенда з дипломатичною місією до Брюсселя на два роки, подалі від принцеси та двору. Незважаючи на це, Таунсенд і Маргарет продовжували підтримувати стосунки, регулярно телефонуючи. У жовтні 1955 року, після повернення полковника до Лондона і досягнення принцесою 25-річчя (коли вона могла згідно із законом не просити дозволу монарха про одруження), було оголошено про припинення їхніх стосунків.
У 1959 році Таунсенд одружився з 20-річною бельгійкою Марі-Люс Джаман, у шлюбі з якою народилися дві дочки та син. Таунсенд помер від раку шлунка в 1995 році в Сен-Леже-ан-Івелін, Франція, у віці 80 років.